# Intellagama
Intellagama є деревним видом агамід, який поширений у східній Австралії від Вікторії на північ до Квінсленда. На південно-східному узбережжі Південної Австралії може бути невелика інтродукована популяція. Intellagama асоціюється з водою і є напівводним. Його можна знайти біля струмків, річок, озер та інших водойм, які мають місця для зігрівання, такі як навислі гілки або скелі на відкритому або фільтрованому сонці. Цей вид дуже поширений у зоні тропічного лісу Брісбенського ботанічного саду, на горі Кут-та в Квінсленді, і там йому споруджено пам’ятник.

## Опис
Intellagama має довгі потужні кінцівки та кігті для лазіння, довгий м’язистий, стиснутий з боків хвіст для плавання, а також помітні потиличні та хребетні гребені (ряди шипів).
Включно з хвостами, які становлять приблизно дві третини їх загальної довжини, дорослі самки виростають приблизно до 60 см, а дорослі самці можуть виростати трохи довше одного метра і важити близько 1 кг. Самці демонструють яскравіше забарвлення та мають більшу голову, ніж самки. У молоді забарвлення менш виразне.
Є два підвиди; Intellagama lesueurii lesueurii (східний водяний дракон) і Intellagama lesueurii howitti (гіпслендський водяний дракон). Intellagama lesueurii lesueurii має тенденцію до білого, жовтого та червоного кольорів на горлі та має темну смугу позаду ока; Intelligama lesueurii howitti цього не має, а натомість має темні смуги з обох боків горла, вкриті жовтими, оранжевими або синіми плямами. Обидва підвиди мають світло-зеленувато-сірий колір із чорними смугами на спині, хвості та ногах. Водяний дракон може повільно змінювати колір шкіри, щоб допомогти їй замаскуватися. Шкіра линяє в періоди росту.

## Поведінка
Intellagama надзвичайно сором’язливі в дикій природі, але легко пристосовуються до постійної присутності людини в приміських парках і садах. Коли вони зустрічаються з потенційним хижаком, вони шукають укриття в густій рослинності або падають у воду з навислої гілки. Вони здатні плавати повністю зануреними та відпочивати на дні неглибоких струмків або озер до 90 хвилин.
І самці, і самки демонструють типову поведінку агаміда, наприклад гріються, махають руками та хитають головою. Швидке помахування руками сигналізує про домінування, а повільне — про підкорення. Самці територіальні, і в районах з більшою щільністю населення самці демонструють прояви агресії по відношенню до інших самців, включаючи позу, переслідування та бійки.
Intellagama, що живуть у більш прохолодному австралійському кліматі, впадають у зимову сплячку. Навесні, зазвичай на початку жовтня, самка викопує нору глибиною близько 10-15 см і відкладає від 6 до 18 яєць. Гніздо зазвичай знаходиться в піщаному або м'якому ґрунті, на відкритому для сонця місці. Коли мати відкладає яйця, вона засипає камеру ґрунтом і розкидає по ній сміття. Стать дитинчат визначається температурою місця гнізда. Коли дитинчата народжуються, вони деякий час залишаються біля входу в нору, перш ніж покинути будинок. Коли вони нарешті залишають гніздо, вони прагнуть групуватися разом подалі від дорослого населення.
Intellagama є здобиччю хижих птахів, змій, котів, собак і лисиць. Молодь і малі особини вразливі до хижаків кукабар, карравонгів, м'ясників та інших м'ясоїдних птахів. Вони також схильні стати вбитими на дорозі через привабливість теплого бітуму та бетону для нагрівання.
Харчування Intellagama залежить від його розміру. Молоді та однорічні особини, як правило, харчуються павуками та дрібними комахами, такими як мурахи, цвіркуни та гусениці. Коли вони стають більшими, збільшується і їхня здобич. Дієта дорослих включає дрібних гризунів, таких як дитинчата мишей, інших рептилій, жаб, риб, крабів, ябі, молюсків, черв’яків і яєць, хоча комахи все ще споживаються найчастіше. Види рослинності, які, як повідомляється, споживаються включають інжир, плоди лілії, ягоди та інші фрукти та квіти.